# Pyramide de Juvisy-sur-Orge
La pyramide est un monument commémoratif érigé à Juvisy-sur-Orge, en France.

## Généralités
La pyramide est érigée dans le centre de Juvisy-sur-Orge, dans l'Essonne, au niveau du 68 avenue de la Cour-de-France, à l'intersection avec l'avenue Jules-Vallès.
Il s'agit d'un obélisque en pierre calcaire, posé sur un socle parallélépipédique. Une plaque porte l'inscription suivante : « Pyramide de Juvisy. Extrémité sud de la base géodésique de Villejuif à Juvisy. 1670. Picard. 1740. J. Cassini et Lacaille. Propriété de l'Académie des sciences »,. Une première plaque avait été posée en 1788 mais a disparu.

## Historique
À la fin des années 1660, l'astronome Jean Picard mesure l'arc de méridien entre Paris et Amiens, avec une précision inégalée à l'époque. Pour ses mesures, il utilise la route de Villejuif à Juvisy, rectiligne et parallèle au méridien,. Afin de commémorer ses travaux, un obélisque est érigé en 1756 à Juvisy-sur-Orge, à l'extrémité sud de l'arc de méridien qu'il a mesuré,. La première pierre a été posée le 14 mai 1756 en présence de Le Monnier, de d'Alembert et de Trudaine de Montigny.
L'obélisque est classé monument historique le 20 juin 1942. Dans les années 1970, la route nationale 7 est élargie, ce qui conduit au déplacement de l'obélisque.